# Verrucosa manauara
Verrucosa manauara Lise, Kesster & Silva, 2015 è un ragno appartenente alla famiglia Araneidae.

## Etimologia
Il nome della specie deriva dal portoghese manauara, che significa: proveniente da Manaus, zona di rinvenimento degli esemplari.

## Caratteristiche
L'olotipo femminile rinvenuto ha lunghezza totale è di 8,00mm; la lunghezza del cefalotorace è di 3,50mm; e la larghezza è di 3,25mm.

## Distribuzione
La specie è stata reperita nel Brasile settentrionale: l'olotipo femminile è stato rinvenuto a Sítio Vila Tropical, a 30 chilometri da Manaus, capitale dello stato di Amazonas.

## Tassonomia
Al 2015 non sono note sottospecie e non sono stati esaminati nuovi esemplari.